# 托坎廷斯州科利纳斯
托坎廷斯州科利纳斯（葡萄牙語：Colinas do Tocantins）是巴西托坎廷斯州的一个市镇。总面积844平方公里，总人口29298人，人口密度34.7人/平方公里。